# Sant Salvador de Toló
Sant Salvador de Toló es una pedanía del municipio español de Gavet de la Conca (provincia de Lérida), situado en la vertiente izquierda del valle de Conques, al pie de la Serra de La Campaneta en la comunidad autónoma de Cataluña. Hasta mediados del siglo XIX se denominaba San Salvador de Toló.

## Geografía humana

### Demografía
| Gráfica de evolución demográfica de Sant Salvador de Toló entre 1842 y 1960 |
| |
| Población de derecho según los censos de población del INE Población de hecho según los censos de población del INEEn estos censos se denominaba San Salvador de Toló: 1842, 1857 y 1860 Entre el censo de 1970 y el anterior, este municipio desaparece porque se integra en el municipio 25098 (Gabet de la Conca) |

Población: 60 h [2006]

## Patrimonio

Escudo de armas del antiguo municipio de Sant Salvador de Toló

De su iglesia parroquial (San Salvador) depende la de San Vicente de Toló, antigua matriz. El lugar dependía del castillo de Toló, perteneciente al vizcondado de Vilamur. Fue municipio independiente hasta 1970. El antiguo término comprendía los poblados y las masías de Mas de Guillem, Merea, Perolet, Castellnou, Toló o San Vicente de Toló, Mata-solana, la Ferrería, Presquiró, y el Hostal Roi (o Roig). Comprende aún la casa y de iglesia de la Virgen del Buen Reposo y el deshabitado Montllor.